# Megachile pluto
Megachile pluto är en art i insektsordningen steklar som tillhör överfamiljen bin. Arten räknas som ett av världens största bin, honorna kan nå en längd på 39 millimeter och ha ett vingspann på 63 millimeter. Enda möjliga konkurrenten är humlan Bombus dahlbomii, med en maximal längd hos honan på omkring 40 mm. Hanarna hos Megachile pluto blir inte lika stora som honorna, men når ändå en betydande storlek, upp till omkring 23 millimeter. Kroppen är täckt med svart päls, med ett vitt band längst fram på bakkroppen.
Biet upptäcktes av den brittiske naturhistorikern Alfred Russel Wallace 1859 under dennes resor i Indonesien. Wallace noterade upptäckten i anteckningarna över sin resa, men efter detta förekom inga rapporter om biet under mycket lång tid och arten förmodades vara utdöd ända tills den amerikanske entomologen Adam C. Messer 1981 upptäckte sex bon på ön Bacan och angränsande mindre öar i ögruppen Moluckerna.
Efter det gjordes inga nya observationer förrän ett nytt bi hittades 2019.
Megachile pluto bygger sitt bo inne i termitbon, vilket kan förklara varför inte befolkningen på öarna lade märke till biets existens.
Honorna använder sina enorma käkar till att samla kåda, som används som ett skydd mot termiterna.